# Adolph Rupp

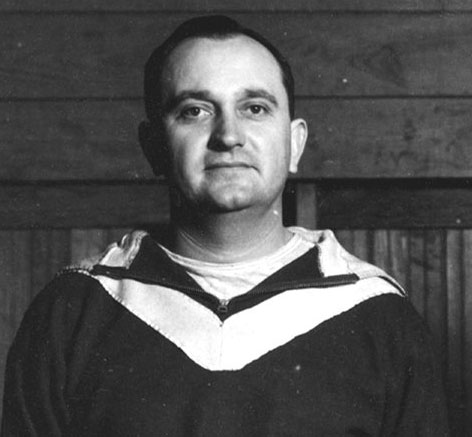
Adolph Rupp

Adolph Friedrich Rupp (* 2. September 1901 in Halstead, Kansas; † 10. Dezember 1977 in Lexington, Kentucky) war ein US-amerikanischer Basketballtrainer und unter dem Beinamen Baron of Bluegrass eine bedeutende Persönlichkeit des College-Sports, nach der die Rupp Arena in Lexington, Kentucky, benannt wurde.
Als Coach der Kentucky Wildcats gewann er in seiner 42-jährigen Trainerlaufbahn 876 Spiele bei einer Siegesquote von 82,2 % und insgesamt viermal die NCAA-Meisterschaft, sowie ein National Invitation Tournament 1946. Er war viermal Coach of the Year. 1969 wurde Rupp in die Naismith Memorial Basketball Hall of Fame aufgenommen.

## Leben und Karriere
Als Kind deutscher und österreichischer Einwanderer mennonitischen Glaubens spielte Rupp mit seinen älteren Brüdern Basketball im ländlichen Kansas. Nach dem Tod seines Vaters im Jahre 1910 entwickelte sich der 1,88 Meter große Rupp zu einem überragenden High-School-Spieler und gewann die Staatsmeisterschaft zweimal. Von 1919 bis 1923 spielte er Basketball für die University of Kansas unter Phog Allen, dem Vater aller Basketball Coaches und dessen Assistenzcoach James Naismith, dem Erfinder des Spiels. Er arbeitete nach seinem Abschluss als Coach und Lehrer an verschiedenen High Schools, am längsten an der Freeport High in Illinois. Zu einer Zeit, als in Teilen von Illinois die Rassentrennung noch gesetzlich vorgeschrieben war, stellte er den ersten afrikanisch-amerikanischen Spieler in seinem Team auf.
Im Alter von 29 Jahren wurde er 1930 als Coach des Teams der University of Kentucky empfohlen und bekam den Posten. Dabei setzte er auf Tempobasketball, Disziplin und die Entwicklung lokaler Talente. Mehr als 80 % seiner Spieler waren auch im Staat Kentucky geboren. Rupps Teams gewannen 1948, 1949, 1951 und 1958 die Meisterschaft.
Im Point shaving-Skandal des College Basketballs der 1940er und 50er Jahre stellte sich im Zuge der Ermittlungen heraus, dass nicht nur New Yorker Hochschulen in kriminelle Aktivitäten verstrickt waren, sondern auch auswärtige Universitäten, die im Madison Square Garden gespielt hatten. Dazu gehörte trotz großmäuliger Beteuerungen Rupps unter anderen die University of Kentucky. Mehrere seiner Spieler hatten Bestechungsgelder angenommen und zwei – mit Alex Groza und Ralph Beard immerhin zwei zweimalige Mitglieder des All-NBA Teams – mussten von ihren Franchises entlassen werden, weil alle am Skandal Beteiligten von der National Basketball Association (NBA) auf Lebenszeit gesperrt wurden. Die Verstrickung in die Korruption war so schwerwiegend, dass die National Collegiate Athletic Association (NCAA) die Vollstreckung der heute sogenannten „Todesstrafe“, also der Wettkampfächtung, in Erwägung zog. Rupp selbst wurde vorgeworfen, durch unerlaubte Bezahlung seiner Spieler und den Einsatz nicht spielberechtigter Athleten erst das entsprechende Klima für die Korruption seiner Spieler geschaffen zu haben. Die Southeastern Conference (SEC) kam der NCAA zuvor, indem sie Kentucky in der 1952/53-Saison vom Spielbetrieb ausschloss. Die Macht der NCAA war damals größer als heute, denn keine Universität erklärte sich in dieser Saison zu Spielen gegen die Wildcats bereit. Im ersten Jahr nach der Sperre gelang Rupp eine perfekte Saison, doch drei seiner Spieler erhielten von der NCAA keine Spielberechtigung, weswegen Kentucky eine Einladung zum Meisterschaftsturnier ausschlug.
In der Frage der Rassentrennung ging Rupp nie dem Wettkampf mit Integrationsteams aus dem Weg und äußerte sich auch verächtlich über jene, die dies taten, obwohl er in den 50er und 60er Jahren davon mehrmals insofern profitierte, als er an Stelle des regionalen Meisters der Mississippi State University als Vertreter der Southeastern Conference beim NCAA-Meisterschaftsturnier antreten konnte, weil deren Maroons durch den gesellschaftlichen Druck des Ungeschriebenen Gesetzes der Closed Society Mississippis an Spielen gegen integrierte Teams gehindert wurden. Die University of Kentucky wurde in Teilen der Südstaaten, insbesondere Teilen Mississippis, scharf kritisiert, weil sie im April 1963 die Universitäten der SEC zur Möglichkeit der Integration befragte und Frank Dickey, der Direktor der Athletikabteilung, kurz darauf den Wunsch der Universität zur athletischen Integration bestätigte, allerdings sehr zum Leidwesen Rupps, wie später ein Assistenzcoach erklärte. Und obgleich Rupp bereits 1961 als erster Coach der SEC afrikanisch-amerikanische Spieler rekrutierte, stellte er erst 1970, kurz vor seiner Pensionierung, den ersten afro-amerikanischen College-Spieler für sein Team auf – drei Jahre nach der Integration der SEC durch Perry Wallace von der Vanderbilt University und vier Jahre nachdem die rein weißen Wildcats das NCAA-Finale gegen das rein mit afrikanischen Amerikanern auflaufende Texas Western College verloren hatten. Dieses Spiel wurde im geschichtlichen Rückblick mehr noch als das Finale von 1963 mit vier schwarzen Startern der Loyola Ramblers gegen Mississippi State als Symbol einer einschneidenden Änderung im College-Basketball aufgefasst. Das Finale zwischen Kentucky und El Paso und seine Anbahnung wurde 2006 von James Gartner als Spiel auf Sieg (Glory Road) für Disney verfilmt. Rupp wird in diesem Film von Jon Voight verkörpert.

## Nach der Karriere
Adolph Rupp starb 1977 im Alter von 76 Jahren an Rückenmarkkrebs. Er hatte einen Sohn, Adolph Frederick.
Das seit 1970 in seiner Geburtsstadt Halstead jährlich ausgetragene „Halstead Adolph Rupp Invitational Basketball Tournament“ ist ihm gewidmet. Veranstalter ist die Halstead High School. 2010 gewann die Basketball-Mannschaft der High School, die Halstead Dragons, das Turnier zum sechsten Mal.
Ihm zu Ehren wird die Adolph Rupp Trophy seit 1972 jährlich an den besten männlichen Collegebasketballer des Jahres verliehen.
Mit ihrer Gründungsklasse wurde Rupp in der Kategorie „Coaches“ 2006 in die National Collegiate Basketball Hall of Fame aufgenommen.